# Willigis Jäger
Willigis Jäger (pronunciación en alemán: /ˈvɪlɪgɪs ˈjɛːgɐ/; 7 de marzo de 1925 - 20 de marzo de 2020) fue un sacerdote católico alemán y monje benedictino. Era un maestro zen que entrenaba y enseñaba en la tradición Sanbo Kyodan. Jäger fundó un centro de zen y contemplación en la Abadía de Münsterschwarzach en 1983, y su propio Benediktushof, un centro interreligioso de meditación y conciencia, en 2003.

## Vida
Jäger nació el 7 de marzo de 1925 en Hösbach. Entró en la Orden benedictina en la Abadía de Münsterschwarzach en 1946, y estudió filosofía y teología desde 1948. En 1952, fue ordenado sacerdote. Jäger trabajó como profesor en la escuela secundaria de la abadía. Desde 1960 fue responsable de la misión y el desarrollo de la asociación juvenil Bund der Deutschen Katholischen Jugend. El mismo año, comenzó a trabajar para Missio, un movimiento misionero ecuménico que lo envió a viajes a países como Japón.
A partir de 1972, estudió Zen en Japón durante seis años con Hugo E. Lassalle y Yamada Ko-Un Roshi, ingresando al convento de Yamada en 1975. Obtuvo autorización para enseñar Zen en 1980. Jäger enseñó en la tradición Sanbo Kyodan (recibiendo el nombre japonés Koun-ken). Fundó un centro de Zen y Contemplación en la Abadía de Münsterschwarzach en 1983. En 1980 se fundó un grupo de estudio ecuménico de oración contemplativa, que se convirtió en la Escuela de Contemplación de Würzburg. Jäger enseñó como parte de Sanbo Kyodan hasta 2009, y luego continuó con su propia sangha de forma independiente.
Dejó la abadía en 2003, pero continuó su trabajo. Ese año fundó el Benediktushof, un centro interreligioso de meditación y concienciación, donde vivió y enseñó. En 2007, fundó una fundación denominada West-Östliche Weisheit (Sabiduría de Occidente-Oriente), que propaga la espiritualidad que se enseña en el Benediktushof.
Jäger murió en Holzkirchen el 20 de marzo de 2020.

## Libros
Algunos de los muchos libros de Jäger fueron traducidos al inglés, entre ellos:
- Contemplación: un camino cristiano (1994)[7]
- Búsqueda del sentido de la vida: ensayos y reflexiones sobre la experiencia mística (2003)<ref>Jäger, Willigis (2003). Búsqueda del sentido de la vida: ensayos y reflexiones sobre la experiencia mística Publicaciones Liguori, ISBN 978-0-76-481107-4</referencia>